# Nadnevak
Nadnevak (datum) u kalendaru je navod određenog dana predstavljenog unutar kalendarskog sustava. Kalendarski datum omogućava identifikaciju određenog dana. Tako i broj dana između dvaju nadnevaka (datuma) može biti izračunat. Na primjer, "24. siječnja 2011." je deset dana nakon "14. siječnja 2011." u Gregorijanskom kalendaru. 
Određeni dan može biti označen drugačijim nadnevkom po drugim kalendarima, kao što je slučaj s gregorijanskim kalendarom i julijanskim kalendarom, koji su bili u uporabi istovremeno na različitim mjestima. U većini kalendarskih sustava nadnevak se sastoji od triju dijelova: dan u mjesecu, mjesec i godina. Mogu postojati također i dodatni dijelovi, kao što je dan u tjednu. Godine se obično broje od nekog početnog događaja/točke, obično nazivanog epoha, gdje se kao era naziva određeni vremenski period.